# Municipio de Santa Apolonia Teacalco
El municipio de Santa Apolonia Teacalco es uno de los 60 municipios que conforman el estado de Tlaxcala en los Estados Unidos Mexicanos. El municipio fue de los últimos en fundarse en el estado de Tlaxcala a partir del decreto del 9 de agosto de 1995 del Congreso del Estado separándose del municipio de Natívitas. Es parte de la Zona Metropolitana de Puebla-Tlaxcala.  Lugar donde los habitantes elaboran canastas.

## Ubicación
El municipio se encuentra ubicado al sur del estado de Tlaxcala teniendo los siguientes límites municipales:
- Norte: Natívitas
- Sur: Natívitas
- Este: Tetlatlahuca
- Oeste: Natívitas

## Localidades
- Santa Apolonia Teacalco (cabecera municipal)
- San Antonio Teacalco
- Santa Elena Teacalco

## Personas destacadas
- Natalia Teniza Portillo. (1920 - 1986). Campesina, partera y luchadora social. Colaboró activamente en el reparto de tierras y fue diputada local y candidata a la presidencia municipal de Natívitas. Logró que en su localidad se estableciera una escuela preparatoria y una escuela normal, no vivió lo suficiente para ver convertida a Santa Apolonia en un municipio. Su nombre fue escrito con letras de oro en el Congreso del estado en 2015.[7][8]